# Schachdorf Ströbeck
Schachdorf Ströbeck (česky doslova Šachová vesnice Ströbeck), do roku 1991 jen Ströbeck, je vesnice a od 1. ledna 2010 část města Halberstadt v německém Sasku-Anhaltsku. Má do středověku sahající tradici hraní šachů, která je v Německu uznávána jako nehmotné kulturní dědictví. Ve Ströbecku působí také šachové muzeum. Na celoněmecký seznam nehmotného kulturního dědictví německá komise UNESCO Schachdorf Ströbeck zařadila v prosinci 2016. 
První zmínka o Ströbecku pochází z 20. října 995, kdy se ves objevuje v listině císaře Oty III. Hrát šachy místní obyvatele podle legendy naučil zajatec z řad šlechty, údajně markrabí Gunzelin z Kuckenburgu, kterého měli za úkol ve vesnici hlídat. Poprvé je zdejší hraní šachů v pramenech doloženo roku 1515, podrobnější popis existuje v první německé šachové knize Das Schach-Spiel oder König-Spiel, kterou napsal vévoda August von Braunschweig-Wolfenbüttel a vydal ji roku 1616 v Lipsku. K roku 1689 je doloženo veřejné předvádění šachových partií, při kterých v roli šachových figur vystupují kostýmovaní obyvatelé obce. Ve zdejší škole (pojmenované po slavném šachistovi Emanuelovi Laskerovi) jsou šachy od roku 1823 povinné. Až do přelomu 19. a 20. století se zde však hrávaly podle místních zvyklostí poněkud odlišných od běžných pravidel šachu; místní například nepoužívali rošádu a výchozí postavení figur bylo jiné, než je obvyklé.